# Fulvio Martusciello
Fulvio Martusciello (ur. 25 maja 1968 w Neapolu) – włoski polityk i prawnik, działacz samorządowy, poseł do Parlamentu Europejskiego VIII, IX i X kadencji.

## Życiorys
Ukończył studia prawnicze na Uniwersytecie w Neapolu, uzyskał uprawnienia adwokata. Pracował m.in. we włoskim banku centralnym Banca d'Italia.
W pierwszej połowie lat 90. dołączył do ugrupowania Forza Italia, przekształconego później w Lud Wolności. Od 1994 do 2004 był koordynatorem partii w prowincji Benevento. Od 1995 wybierany na radnego rady regionalnej Kampanii. Był doradcą prezydenta regionu ds. aktywizacji produkcji i rozwoju gospodarczego. W 2013 w zarządzie Kampanii objął urząd asesora ds. aktywizacji produkcji.
W wyborach w 2014 z ramienia reaktywowanej partii Forza Italia został wybrany na eurodeputowanego. W 2019 utrzymał mandat na kolejną kadencję PE (gdy Silvio Berlusconi zrezygnował z jego objęcia w tym okręgu). W 2024 z powodzeniem ubiegał się o poselską reelekcję na X kadencję.